# Concierto para violonchelo n.º 1 (Saint-Saëns)
El Concierto para violonchelo y orquesta n.º 1 en la menor, Op. 33 es un concierto para violonchelo compuesto por Camille Saint-Saëns en 1872, a la edad de 37 años.

## Historia
Saint-Saëns escribió su primer concierto para chelo en 1872, cuando aún causaba controversia dentro del círculo de conservadores musicales en Francia y era llamado el joven modernista y radical, «profeta de Wagner». Este concierto fue dedicado al violonchelista, violagambista y lutier belga, Auguste Tolbecque, quien era parte de una distinguida familia de músicos cercanos a la Société des Concerts du Conservatoire, la sociedad líder de conciertos de Francia. Dentro de una sociedad en que el violín y el piano eran los instrumentos solistas por excelencia, Tolbecque luchaba por intensificar el estatus del violonchelo a través de su reputación como profesor con un entendimiento profundo de la historia y propiedades del instrumento. El concierto fue estrenado el 19 de enero de 1873 en el Conservatorio de París con Tolbecque como solista.
Su estreno significó un importante punto en el establecimiento de la reputación de Saint-Saëns como compositor, sobre todo teniendo en cuenta que el Conservatorio de París solo interpretaba obras de compositores reconocidos (ancianos o muertos). El concierto fue bien recibido desde el comienzo, sobre todo en Francia, donde se le percibió libre de las desafortunadas tendencias modernistas de Saint-Saëns, y se le consideró como un gesto de aceptación, de parte del Conservatorio, hacia la música de Saint-Saëns. Un crítico de París escribió que «más trabajos de este tipo restaurarían a Saint-Saëns el prestigio que había perdido con su divergencia demasiado obvia de la música clásica». Posteriormente, Donald Francis Tovey escribió «Aquí, por una vez, encontramos un concierto para violonchelo en que el instrumento solista demuestra todo su registro sin la menor dificultad en penetrar a la orquesta». Muchos compositores, incluyendo a Shostakóvich y Rajmáninov, consideraron este concierto como el mejor de todos.

## Estructura
El concierto está escrito para dos flautas, dos oboes, dos clarinetes en la, dos fagotes, dos cornos en fa, dos trompetas en fa, timbales en mi y la y la sección de cuerdas, además del violonchelo solista.
Formalmente el concierto es una extensión de la técnica que Saint-Saëns había usado en su concierto para violín en la mayor de 1859. En vez de usar la forma común de tres movimientos, estructuró la obra en un solo movimiento continuo, sin pausas. Este contiene tres secciones distintas que, estrechamente unidas, comparten ideas en común. El contacto entre Saint-Saëns y Franz Liszt cuando el primero trabajaba como organista en la Iglesia de la Madeleine, puede haberlo inspirado a usar la forma cíclica en sus trabajos orquestales.
El concierto se divide en tres secciones: Allegro non troppo, Allegretto con moto y Tempo primo.

### I.Allegro non troppo
El concierto comienza con una suficientemente tradicional forma sonata que es, sin embargo, igualmente inusual. En vez de la clásica introducción a cargo de la orquesta, la obra comienza con un corto acorde de la orquesta, al que a continuación sigue el violonchelo solo con el tema central del concierto, en una melodía un tanto agresiva compuesta sobre la base de tresillos. A continuación el violonchelo y la orquesta comienzan un juego de pregunta y respuesta, subrayando el discurso melódico a través del uso de dobles cuerdas en el violonchelo solista y un tempo todavía más rápido, llegando a la tonalidad de fa mayor. Antes de establecer esta nueva tonalidad, el melodía de los tresillos vuelve a re mayor con el solista. El motivo central del tema, que comienza con una síncopa sobre la primera corchea de un tresillo descendente, hace posible que el tema se repita sin provocar cansancio.

### II.Allegretto con moto
Esta sección tiene la forma de un minueto lírico, reposado y delicado, con una melodía majestuosa y reducida, que comienza de manera turbulenta con la orquesta. Cuando entra el violonchelo, lo hace sin acompañamiento, justo antes de que la orquesta comience la forma minueto contra la melodía del solista. Aquí la sección de cuerdas hace uso de la sordina y evita los registros graves, articulando en forma dulce como una caja de música, para finalmente dar paso a una cadencia del violonchelo solista, que lleva a fragmentos del tema minueto en diferentes armonías, para finalmente asentarse en el si bemol mientras vuelve el tempo allegro.

### III.Tempo primo
El final comienza con el tema de los tresillos de la primera sección, esta vez interpretado por la orquesta. Saint-Saëns varía el material de forma que vuelve al motivo principal antes de introducir una nueva idea. Habiéndole dado ímpetu al violonchelo a través de las síncopas, el ritmo adquiere una forma similar a la sarabanda hasta que el violonchelo abandona con una ráfaga de semicorcheas que llevan la armonía lejos del La menor. El contraste es una figura recurrente en el resto de la sección, que se comporta como un rondó. Los tresillos del tema del inicio y el tercer tema de la primera sección introduce una coda, que contiene una nueva idea y finaliza la obra en la mayor.

## Análisis
Al igual que Mendelssohn en algunos aspectos, con quien también se compara como uno de los más grandes prodigios de la música, Saint-Saëns a menudo muestra una preferencia inherente por la claridad y transparencia neoclásica. Sin embargo –y a pesar de su posterior reputación como una reliquia moribunda alejada del modernismo temprano– Saint-Saëns imitó adrede las formas clásicas de las que renegaba. De hecho, este concierto es reconocido por su condensar el formato convencional de tres movimientos en un solo movimiento compacto y orgánico de unos 20 minutos. Por otro lado, Saint-Saëns trascendió con el cliché romántico de mostrar al instrumento solista como un héroe en conflicto con la orquesta. Optó por integrar cuidadosamente al violonchelo en la textura orquestal, aunque se genere bastante drama al mantener al instrumento como el centro de atención durante gran parte de la obra.
Saint-Saëns usó el violonchelo como instrumento declamatorio muy a menudo. Este concierto mantiene al solista en un primer plano tanto musical como dramático, con la orquesta representando un fondo brillante. La música es tremendamente exigente para los solistas, especialmente en la rápida tercera sección, lo que no ha impedido que el concierto se haya convertido en uno de los favoritos de los violonchelistas más virtuosos y del público general.